# Ryan Hayashi
Ryan Hayashi (* 28. Mai 1973 in Dunnville, Kanada; bürgerlich Ryan Lam) ist ein kanadischer Zauberkünstler. In der Öffentlichkeit ist er durch seine Bühnenfigur als Japaner bekannt.

## Leben
Bereits in jungen Jahren kam er mit der Zauberkunst in Berührung und verfolgte seit 1981, also mit acht Jahren, das Ziel eines Magiers und Mentalisten. Mit neun begann seine Ausbildung in den Kampfkünsten. Nach seinem High-School-Abschluss startete er mit 1992 sein Französisch- und Linguistik-Studium an der Carleton University in Ottawa, wo er die nächsten fünf Jahre verbrachte. Dort nahm er auch sein Training des traditionellen Shotokan auf. Die folgenden zwei Jahre (1998 bis 2000) arbeitete er in Tokio, Japan, als Englisch-Dozent und trainierte am Welthauptsitz der Japan Karate Association unter den weltweit ranghöchsten Meistern. 2000 zog er aus persönlichen Gründen nach Mannheim, Deutschland, wo er bis heute als Englisch-Dozent an der Universität Mannheim unterrichtet.
Mittlerweile hat er sich in Deutschland und einigen Teilen Europas einen Namen als Mentalist und Magier gemacht. So war er unter anderem als „Hayashi“ in der deutschen, niederländischen und türkischen Uri-Geller-Show zu sehen. Im Jahr 2010 trat er mit seiner Samurai-Kampfkunst bei Britain’s Got Talent und Das Supertalent auf. Er erreichte das Halbfinale, wurde aber von den Zuschauern nicht in das Finale gewählt.

## Karriere
Bereits nachdem er ein Jahr in Deutschland lebte, nahm er 2001 an seiner ersten Zaubereimeisterschaft teil: Die Vorentscheidungen zu den Deutschen Meisterschaften. Damit ebnete er sich den Weg in die europäische Welt der Magie. Bereits ein Jahr später, 2002, folgte der zweite Wettbewerb, dieses Mal die Deutschen Meisterschaften. Mit dem vierten Rang belegte er eine Platzierung, die jedoch noch nicht zur Qualifizierung für die FISM-Weltmeisterschaften ausreichte.
Die folgenden Jahre von 2003 bis 2005 nahm er in fünf verschiedenen Sprachen an 16 Wettbewerben weltweit teil, darunter die SAM-Europameisterschaften der Zauberkunst und gewann damit den inoffiziellen Titel „Europameister der Zauberkunst“. Des Weiteren stand er ein weiteres Mal bei den Deutschen Meisterschaften im Jahr 2005 im Programm. Der Aufwand und das Sammeln von Erfahrung hatten sich gelohnt. Denn diesmal holte er sich den ersten Platz in Kartenmagie und den zweiten Platz in Mikromagie. Damit stand einer Qualifikation für die FISM-Weltmeisterschaften 2006 in Stockholm nichts mehr entgegen. Dort brachte er es unter die Top 5 in der Sparte Salon-Magie sowie Top 10 für Mikromagie. 2007 gewann er den Publikumspreis beim IBM Gold Cups National Championships USA. Neben Wettbewerben sammelte er auch Erfahrungen bei diversen Auftritten unter anderem im Magic Circle in London, im Wizard’s Inn in Tokyo, beim 4F Kongress in Batavia, New York (US), beim British IBM in Eastbourne und im Magic Castle in Hollywood. 2008 schaffte er es mit der Uri Geller Show ins deutsche, türkische und niederländische Fernsehen. Damit hatte er besonders in den Niederlanden großen Erfolg und verpasste um 0,2 Prozent den Titel. 2018 trat er in Penn & Teller: Fool Us auf und gewann einen Auftritt im Vorprogramm ihrer Show in Las Vegas.
Seit 2022 tritt er im Format „Erkenne den“ des Youtubers Nahim Sky in Videos auf, die mehrere Millionen Aufrufe erreichten.

## Auszeichnungen
In seiner Tätigkeit als Magier hat er bisher an 24 größeren Wettbewerben in insgesamt fünf Sprachen auf der ganzen Welt teilgenommen. Die meisten seiner Auftritte endeten erfolgreich:
- 1. Platz in Kartenmagie bei den Schweizer Meisterschaften, 2003
- 1. Platz in Kartenmagie bei den Österreichischen Meisterschaften, 2003
- 1. Platz in Kartenmagie bei den Italienischen Meisterschaften, 2003
- 1. Platz im MacMillan International Magic Competition in London, 2003
- 1. Platz in Kartenmagie bei den Französischen Meisterschaften, 2004
- „Award of Merit“ im MacMillan International Magic Competition in London, 2004
- 1. Platz in Kartenmagie und 2. Platz in Mikromagie bei den Deutschen Meisterschaften, 2005
- 1. Platz in Bühnenmagie beim IBM Cup Germany, 2005
- 1.  Platz in Mikromagie bei den SAM Europameisterschaften, 2005
- 4. Platz in Salonmagie und 7. Platz in Mikromagie, bei den FISM Weltmeisterschaften in Stockholm, Schweden, 2006
- „The Peoples' Choice Award“,  der IBM U.S. Meisterschaften in Reno, Nevada, 2007
- 1. Platz in Mikromagie bei den Deutschen Meisterschaften, 2008